# Procuradoria-Geral Distrital de Coimbra
A Procuradoria-Geral Distrital de Coimbra é um órgão superior do Ministério Público, em Portugal. Tem sede em Coimbra.
A sua área de jurisdição inclui as Comarcas de Coimbra, Viseu, Guarda, Castelo Branco e Leiria.
Em 11 de Janeiro de 2011 o Procurador-Geral Adjunto Euclides José Dâmaso Simões foi nomeado Procurador-Geral Distrital de Coimbra. Sucedeu-lhe no cargo a Procuradora-Geral Adjunta Maria José Bandeira, nomeada a 4 de Dezembro de 2018, tendo tomado posse em 17 de Dezembro de 2018.